# ラメラ構造
ラメラ構造（ラメラこうぞう、ラメラストラクチャー、液晶構造）とは液体と固体の中間にある物質を示す液晶状態の中の一つである。
液晶状態を生成させるための方法＝サーモトロピック液晶（Thermotropic Liquid Crystal、温度転移形） とリオトロピック液晶（Lyotropic Liquid、濃度転移形）に分類される。

## 概要
人体におけるラメラ構造
ヒトの皮膚は表皮、真皮、皮下組織から構成されている。表皮は上から角質層、顆粒層、有棘層、基底層からなり、30-50層と極めて薄い層から成り立っている。その最も上にある角質層は外気と接する臓器とも言われ、肌、身体を物理的・化学的な影響（細菌や紫外線、化学物質など）から守るための重要な役割を担っており、主に角質細胞及び細胞間脂質より構成されている。その細胞間脂質は角質層の細胞と細胞の隙間を埋める役割をしており、水-脂質-水-脂質-水…と規則正しく交互にサンドイッチのような層を成している。この薄い結晶の面構造が人体におけるラメラ構造（ラメラストラクチャー＝液晶構造）である。
細胞間におけるラメラ構造
両親媒性分子は水中で様々な会合体を形成し、リオトロピック液晶と呼ばれている。ラメラ液晶はその中で特に希薄な系で形成され、2分子膜が層状に折り返し単位が6-7nm（ナノメートル）と極めて小さい1次元周期構造（水-脂質-水-脂質-水…のように膜が平行に積み重なった構造）をしている。ヒト角質層の細胞間にはこのラメラ構造が存在し、脂質-水-脂質-水-脂質…の層状であるサンドイッチ状の構造をとることにより、肌の水分を保持し、皮膚バリア機能をつかさどっている。

## 水分保持・バリア機能
角質層は主に角質層細胞及び細胞間脂質から成り、角質細胞中には水分を保持する天然保湿因子（NMF; Natural Moisturing Factor）が存在し、細胞間脂質は体内から蒸散する水分（不感知蒸泄）を防ぐバリア機能を持っている。

## 細胞間脂質の成分と構造
細胞間脂質は、セラミド（スフィンゴ脂質）、遊離のコレステロール、遊離脂肪酸、など脂質＝油から構成されている。細胞と細胞を接着して剥がれ難くしているため、セメント物質、接着物質とも呼ばれている。
水-脂質-水-脂質-水…この層状構造（ラメラ構造＝ラメラストラクチャー）は水に馴染みやすい部分と油に馴染みやすい部分両方を持っており、水に馴染みやすい部分どうし、油に馴染みやすい部分どうしが向き合って層を作っている。そして、水に馴染みやすい部分のところに水を抱え込んで逃がさないようにしている。このように角質の細胞間脂質は皮膚の外から体内への異物の侵入を防ぐ機能と体内の水分が外へ逃げて行くのを防ぐ優れたバリア機能を担っている。このバリア機能が低下すると乾燥などの肌荒れの原因となる。

## 肌荒れの原因
肌荒れは外的要因（低温・低湿度）、内的要因（ストレス、喫煙）による角質層の乾燥が引き金となる。正常肌では角質層中の水分は20-25%だが10%以下になると乾燥肌（ドライスキン）となる。乾燥肌になると表皮のターンオーバーのリズムが狂い、放置すると肌の乾燥は益々進み角質層が破壊されてバリア機能が失われ肌荒れを起こす。対処法としては荒れた肌に不足する保湿成分や細胞間脂質を補う事が一般的である。

## ラメラ構造化粧品の開発
基礎化粧品業界においていかに有効成分/有用成分を肌に浸透させるかと言うことはひとつの課題であった。
ビタミンやアミノ酸など人体の構成必須成分に加えて、コケモモエキス、桑白皮、甘草などの植物エキス、スクワラン、発酵代謝物など本来皮膚に存在しない成分の有効性、その研究開発や発見は時代とともに進歩している。これらの成分を角質層に浸透させるためにはその粒子を十分に小さくする事が重要であった。
従来の基礎化粧品では、その配合成分をマイクロ（1/1000mm）単位で液体に溶かしていた。一方、人間の肌を構成する皮膚の細胞はナノ（1/10億m）単位である。つまり、こういった有効成分/有用成分と言われているものは細胞間脂質の構造と比較すると1000倍も大きいため、肌への浸透には限界があった。
ところがナノテクノロジーの進歩によりナノカプセル化や各種ナノ粒子が開発された。ビタミン類をナノカプセル化すると成分が浸透しやすくなると言われ2000年代に入ってから一気にナノ化粧品はブームとなった。しかし通常のナノテク化粧品は手に取り、肌に塗布した時点で系が壊れてしまうため有効成分/有用成分の目的とした効果が出難い。また皮膚に浸透したとしても水分を保持するための機能が少ないのですぐに蒸発してしまう。ゆえに単位（ナノ）だけでなく構造（ラメラ）にまで注目した化粧品の開発が成された。
細胞間脂質と類似したラメラストラクチャー（ラメラ構造）の化粧品は系が壊れ難く、有効成分/有用成分を含んだ水分と油分を角質層の深部まで届け持続性がある。加齢や乾燥によって減少する保湿力をサポートする事がコンセプトである。

## 界面活性剤と乳化
界面活性剤は分子内の水と混ざり合う性質の親水基と油に混ざり合う親油基・疎水基を持つ物質の総称。両親媒性分子とも呼ばれている。それらが水と油を繋げるための重要な役割をしている。水と油のように分離して互いに混ざり合わない物質（液体）でも界面活性剤を加えると白濁して均一になる。この白濁した液体をエマルション（英: Emulsion）と言い、この作用を乳化と言う。乳化状態には数種類のものがある。代表的なものとして水に油が分散しているO/W型（Oil in Water、水中油型）、油に水が分散しているW/O型（Water in Oil、油中水型）がある。

## 界面活性剤の安全性
界面活性剤（卵黄レシチン リン脂質 サポニン ペプチド等）はもともと人間の体内や植物中にも存在しているものである。食品や医薬品、化粧品でよく使われているものが乳化作用である。表示には乳化剤と記されている。乳化剤の働きはドレッシングを思い浮かべれば良い。ドレッシングは水と油から作られており、水と油の2層に分かれているが使用前によく振る事で水と油が混ざる。これも乳化である。界面活性剤を使うと油分と水分を混ぜ合わせた状態を長時間維持させることができる。乳化作用は水と油を混ぜて作る化粧品には欠かすことができない。食品においてもマヨネーズ、バター、マーガリン、牛乳など界面活性剤は広く使用されている。界面活性剤の安全性がよく問われるがそれは用途によって使用される種類の問題である。
界面活性剤は水に溶かした時、解離してイオン（電荷を持つ原子または原子団）となる。
イオン性界面活性剤として
- 陰イオン界面活性剤
- 陽イオン界面活性剤
- 両性界面活性剤

があり、イオンにならない非イオン界面活性剤の
- エステル型
- エーテル型
- エステル・エーテル型

などに大きく分類される。

## 乳化方法
エマルションは熱力学的に不安定な系であり非平衡状態にある。いつかは必ず油と水に分離してしまう。そこで合一性を出来る限り抑えるためにさまざまな乳化方法が検討されている。機械乳化以外は乳化途中に無限会合状態を経由する方法がとられており、披分散側の粒子径を出来る限り微細化する事で合一を防いでいる。

### 機械乳化法
エマルションを長期的に保存するために、ミキサー等を用いて分散させる機械乳化法。

### 転相乳化法
界面活性剤を油相中に溶解・分散させ、そこに水相（油相）を添加しO/W（W/O) エマルションを得る。乳化の途中で連続相が水(油）から油（水）へと変化（転相）するので転相乳化と呼ばれている。微細なエマルションが得られる。

### 転相温度乳化法（PIT - Phase Inversion Temperature - 乳化）
親水性ー親油性のバランス (HLB - Hydrophile-Lipophile-Balance) が釣り合って3相領域（非イオン活性剤/水/油）が出現する転相温度（PIT）付近で撹拌を行い、微細なO/Wエマルションを生成させた後、合一に対して安定となるPITの20-30度低温側の温度まで一気に冷却を行う乳化法。

### 液晶乳化法
保湿剤（グリセリン＋水）/界面活性剤/油で液晶を作り水を添加することにより、微細な粒子であるO/Wのエマルションを作る方法。
※液晶乳化組成物の製造方法
皮膚臨床薬理研究所株式会社(Hifuken)所長 鈴木喬の開発した製造方法（2007年：日米欧で特許取得）は界面活性剤の種類を限定し、親水性の高い非イオン界面活性剤と親油性の非イオン界面活性剤を使用。界面活性剤と油の比率を限定、界面張力を低くして乳化することで100%の液晶ラメラを作り出した。既存のものと異なり、これは系全体が液晶である。
（特許番号3987551・3987552 US 7534369 EP 1801184・EP 1801185）

### 非水乳化法
同上、鈴木喬が株式会社資生堂時代にあみだした特殊な乳化法（特許番号 1168220 US 04254104）非イオン界面活性剤を用いて油/保湿剤で乳化、後に水を添加してエマルションを作る製法である。利点として界面張力の低いところで乳化を行うので強い撹拌力が不必要である。親水性界面活性剤単品で乳化が行える。

### アミノ酸ゲル乳化法
水分を多く含むW/O乳化において、アミノ酸を用いる事で油相をゲル状にし、高い安定性を持たせる事に成功した乳化技術。資生堂によって開発された。資生堂が使用する主な乳化技術：リビッドシェル乳化・S.M.乳化・O/W/O乳化・高分子乳化・高圧乳化・B&Sゲル乳化・非水乳化・RIM乳化。

### D相乳化法
ポーラ化成工業株式会社 鷺谷弘道により開発された。D相（界面活性剤相）を生成させる代わりに、水溶性の多価アルコール添加により非イオン界面活性剤のHLBを調整してD相を形成させ、これに油相を分散させて微細なエマルション（O/D）を得る。最終的に水を添加して（O/W）エマルションを作る方法。

### 可溶化領域を利用した超微細乳化法
PIT付近において非イオン界面活性剤の可溶化能が著しく増加するという現象を利用し、一旦、可溶化系であるマイクロエマルションを形成させた後、それを冷却して半透明の微細エマルションを得る方法。

## 液晶構造の種類
液晶構造には以下の種類がある。
1. キュービックI1
2. ヘキサゴナル
3. キュービックV1
4. ラメラ
5. ラメラ（マルタ十字）
6. キュービックV2
7. 逆ヘキサゴナル
8. キュービックI2

## その他のラメラ構造
- PE ラメラ構造
- ラメラ構造 高分子
- ラメラ構造 建築
- ラメラ構造 地質学